# NGC 707-1
NGC 707-1 (другие обозначения — MCG -2-5-63, PGC 6861) — галактика в созвездии Кит.
Этот объект входит в число перечисленных в оригинальной редакции «Нового общего каталога».
При просмотре изображений DSS кажется, что у галактики есть компактный спутник, расположенный на юго-восточной стороне, но, как отметил ещё Эрнест Темпель, на самом деле это звезда, находящаяся ближе к Земле, чем NGC 707.